# Палавандов, Евсевий Осипович
Евсевий Осипович Палавандов (настоящие имя и фамилия — Иесе Палавандишвили) (? —1857, Усть-Цильма Печорского края (ныне Усть-Цилемского района Республики Коми) — грузинский князь, один из главных участников заговора грузинского дворянства, раскрывший в 1832 году заговор властям через свою явку с повинной. Впоследствии ссыльный, после помилования был назначен лесничим Печорского края.

## Биография
Представитель княжеского рода Палавандишвили.
Некоторое время жил в Константинополе, овладел арабским языком. Был знаком с А. С. Грибоедовым, встречался с А. С. Пушкиным на балу в Тифлисе, устроенном в честь молодого наместника графа Паскевича.

### Участие в заговоре 1832 года
После подписания в Петербурге 22 декабря 1800 года манифеста о добровольном присоединении Грузии к Российской империи для оказания ей вооруженной помощи ввиду враждебных намерений Персии часть аристократических грузинских семей осталась недовольна как вступлением в русское подданство, так и многочисленными привилегиями для тех, кто приветствовал недавно скрепленный союз. В числе обиженных оказался и род князей Палавандишвили.
В 1829—1832 гг. недовольной знатью Грузии был устроен заговор, во главе которого стояли два грузинских царевича а также князья Орбелиани и Эристави, рассчитывавших на то, что польское восстание (1830) ослабит силу русских войск. Активным участником тайного общества был и Евсевий Палавандов.
Однако незадолго до предполагаемой даты восстания в декабре 1832 года Евсевий Палавандов, по настоянию своего брата Николая, сохранявшего верность России,  содействовал раскрытию заговора, явившись с повинной к русской военной администрации. Все заговорщики были арестованы и заговор не имел никаких практических последствий. Император Николай I подверг 59 участников тайного общества легким наказаниям: они были высланы на проживание под присмотром в северные русские губернии, с воспрещением на всю жизнь возвращаться на Кавказ, впоследствии наказание было смягчено и многие бывшие заговорщики вернулись в Грузию.
Коллежского регистратора князя Е. Палавандова отставили от службы, однако не подвергли суду и не лишили дворянства. Он был переведен унтер-офицером в финляндский штрафной исправительный полк. Там Палавандов дослужился до прапорщика.
Позднее был переведён в Архангельск, а оттуда направлен лесничим 14-го Мезенского лесничества охватывавшего всю территорию Печорского края, где он и прожил безвыездно более 20-ти лет в селе Усть-Цильме. В бытность лесничим Палавандов много сил приложил, чтобы воспитать в печорском народе уважительное отношение к окружающей природе. Был первым экологом этих краев.
Палавандов приобрел симпатии местного населения и местного духовенства, в течение многих лет своего пребывания в Печорском крае пользовался большой популярностью. Был, по свидетельству очевидцев, неподкупным охранителем и защитником прав и интересов печорцев, прежде всего, «беззащитной бедности», за что и получил от благодарного населения титул князя Печорского.
Воспоминания о Палавандове оставил путешественник и писатель С. В. Максимов, встречавший князя в ссылке:

«Внешность Евсевия Осиповича соответствовала грузинскому типу: небольшого роста, живой, подвижный, в беличьем архалучке — бабий любимец и кумир. Он приветливо, очень мягко и ласково улыбается черными глазами. Над густыми усами ярко выделялся круглый восточный нос грузинского типа. Жил князь на площадке против церкви в двухэтажном доме, одном из лучших и выделяющихся в слободе. Дом этот казенный, предназначенный для квартиры лесничего»— С. Максимов

### Крымская война
В годы Крымской войны (1853—1856) возникла угроза входа в устье Печоры англо-французских кораблей. Для обороны края было собрано ополчение под руководством лесничего 14-го Мезенского лесничества ссыльного князя Евсевия Палавандова. Ополчение состояло из 80 добровольцев, крестьян из Усть-Цильмы, Ижмы и Пустозерска. В 1855 году ополченцы возвели сорокаметровые земляные редуты на острове Куйский напротив деревни Куя. На редутах установили 3 пушки, к ним было доставлено триста пушечных ядер. Ополченцы, вооружённые охотничьими ружьями, копьями и топорами, установили два дозорных поста и несли свою службу до конца лета 1856 года, затем угроза нападения миновала.
Указом императора Александра II князь Палавандов за распорядительность и ревность, оказанные при руководстве обороны Печорского края, был награждён орденом Святого Станислава III степени.
Умер Палавандов в Усть-Цильме и как почëтный житель был похоронен возле алтаря местного Никольского собора.